# Fundació Roca i Galès
La Fundació Roca Galès és una fundació cultural privada catalana.

## Història
La constitució de la Fundació Roca Galès prové del sobrant de la liquidació del patrimoni de la Caixa de Crèdit i Estalvi de Barcelona. El 15 d'octubre de 1975 la Junta general en va acordar la seva dissolució i amb el sobrant constituir la fundació destinada a l'estudi i la promoció del cooperativisme i la defensa del patrimoni natural català i del benestar social. Els promotors es van inspirar en la persona del cooperativista Josep Roca i Galès per donar nom a la fundació. Josep Roca Galès (Barcelona, 1828-1891), fou dirigent obrer, cooperativista i republicà, i principal capdavanter d'aquesta tendència a Catalunya. El 1866 funda la revista La Asociación destinada a divulgar els principis de la cooperació, a través de la qual sovint parlava de cooperativisme, afirmant que era la solució dels problemes plantejats a la classe obrera.

## Objectius[calcitació]
La Fundació Roca Galès és una fundació cultural privada de promoció, constituïda el 6 de juliol de 1976 que es regeix pel Llibre tercer del Codi Civil de Catalunya, relatiu a les persones jurídiques. Segons figura a la Carta fundacional i als Estatuts, la Fundació Roca Galès fou constituïda per dur a terme les finalitats de:

- L'estudi i la promoció del cooperativisme a Catalunya i dels seus principis i valors.
- El coneixement i defensa del patrimoni natural i del benestar social dins l'àmbit cultural català.

## Àmbits de treball[calcitació]
La Fundació Roca Galès promou el cooperativisme, la defensa del medi ambient i del benestar social, amb les següents activitats:
- Edició de la revista Cooperació Catalana, especialitzada en cooperativisme.
- Centre de Documentació Cooperativa.
- Jornades, taules rodones i seminaris.
- Premis Fundació Roca Galès, d'articles inèdits sobre cooperativisme, medi ambient i benestar social.
- Edició de publicacions. Llibres editats o coeditats per la Fundació Roca Galès

Llibres publicats
Col·lecció cooperativistes catalans
- Servei d'Estudis i Projectes (SEP).